# Myiodynastes
Myiodynastes là một chi chim trong họ Tyrannidae.